# Швейцарці в Італії
Присутність швейцарців в Італії особливо спостерігається на кордоні, Кампйоне-д'Італія та в Мілані.

## Числа
У 2014 році в Італії налічується 8029 постійних громадян Швейцарії. У 2006 році їх було 9753. Три міста з найбільшою кількістю швейцарців: Мілан, Рим і Флоренція.

## Відомі швейцарці в Італії
- Оскар Коллодо (1958), футболіст з регбі
- Мішель Хунцікер (1977), телеведуча, модель, актриса
- Стефан Ліхтштайнер (1984), футболіст
- Мішель Морганелла (1989), футболіст